# Kateřina Lírová
Kateřina Lírová (* 17. April 1951 in Prag, Tschechoslowakei) ist eine tschechische Schauspielerin.

## Leben
Kateřina Lírová wurde 1951 in Prag  als Tochter des Schauspielers Jiří Lír geboren.
1972 hatte Lírová bei dem Film Osterurlaub erstmals eine Rolle inne. 1978 hatte sie ihre erste Rolle in der Fernsehserie Bakalári. 1988 erhielt sie in der Miniserie Tretí patro erstmals eine wiederkehrende Rolle.
Sie ist die Ehefrau des Regisseurs Ondřej Havelka.

## Filmografie
- 1972: Osterurlaub
- 1973: Kdo je kdo (Fernsehfilm)
- 1976: Ein Mädchen zum Erschlagen (Holka Na Zabiti)
- 1978: Bakalári (Fernsehserie, eine Folge)
- 1979: Theodor, der Misanthrop (Já uz budu hodný, dedecku!)
- 1979: Im Westen nichts Neues (All Quiet on the Western Front, Fernsehfilm)
- 1979: O hruskách usatkách a jablícku parohátku (Fernsehfilm)
- 1980: Veronika, proste Nika (Veronika, prostě Nika, Fernsehfilm)
- 1982: Kalamitäten (Kalamita)
- 1983: Und das Leben ist voller Träume (Vitr v kapse)
- 1983: Irrsinniger Cancan (Sileny kankan)
- 1983: Velká kocicí pohádka (Fernsehfilm)
- 1984: Bebende Angst
- 1988: Tretí patro (Třetí patro, Miniserie, 2 Folgen)
- 1988: Das reinste Drama (Fernsehfilm)